# Pione carpenteri
Pione carpenteri är en svampdjursart som först beskrevs av Hancock 1867.  Pione carpenteri ingår i släktet Pione och familjen borrsvampar. Utöver nominatformen finns också underarten P. c. gracilis.